# 甘溪乡 (通道县)
甘溪乡，是中华人民共和国湖南省怀化市通道侗族自治县下辖的一个乡镇级行政单位。

## 行政区划
甘溪乡下辖以下地区：
洞雷村、溪脑村、西皮村、料岩村、长界村、岭冲村、张里村、恩科村、红星村和甘溪村。